# Emilie Snethlage
Henriette Mathilde Maria Elisabeth Emilie Snethlage (Gransee-Kraaz, 13 de abril de 1868 – Porto Velho, 25 de novembro de 1929) foi uma ornitóloga e naturalista alemã, residente no Brasil, conhecida por seu trabalho com flora e fauna  amazônica.

## Biografia
Nascida em Kraatz (hoje parte de Gransee), mas originalmente parte da Prússia, província de Brandenburgo, de família luterana, perdeu a mãe com apenas 4 anos e recebeu educação em casa, através de seu pai, o reverendo Emil Snethlage.
Em 1900, após trabalhar como governanta por vários anos, ela decidiu estudar história natural na Universidade de Berlim. Tornou-se doutora (uma das primeiras mulheres a se graduar na Alemanha) em Filosofia Natural. Emilie foi aluna de dois expoentes do pensamento darwinista, que era forte nas ciências naturais na Alemanha nessa época: Ernest Haeckel (1834-1919) e Friedrich Weismann (1834-1914), este último tendo sido seu orientador de doutorado. e começou a trabalhar como assistente no Museu de História Natural de Berlim, antes de ser contratada por Emílio Goeldi para trabalhar no Museu de História Natural em Belém, por recomendação do professor Anton Reichenow, função esta que a levou para os lugares mais remotos da Amazônia.
Emilie foi diretora do Museu Paraense Emílio Goeldi após a morte do botânico Jacques Hüber, entre 1914 e 1922, uma das primeiras mulheres a ocupar um cargo de direção em uma instituição científica na América Latina. Escreveu o Catálogo das Aves Amazônicas (1914) onde, trabalhando com as coleções de aves da região amazônica do Museu Goeldi e com informações taxonômicas, biogeográficas e biológicas, ela ordenou sistematicamente todas as informações sobre o assunto às quais teve acesso até 1913, apresentando 1.117 espécies de aves amazônicas. Seu trabalho era marcado pela ênfase no trabalho de campo para a observação in situ de fauna e flora. Fez uma travessia a pé entre os rios Xingu e Tapajós, em 1909, acompanhada de guias indígenas, território até então desconhecido, trabalho de grande repercussão no meio científico internacional e levou à publicação de artigos de cunho etnográfico.
Trabalhou como naturalista, em 1922, no Museu Nacional do Rio de Janeiro, tendo como colegas Bertha Lutz e Heloísa Alberto Torres. Pela instituição, Emilie fez longas viagens de pesquisa pelo Maranhão, Espírito Santo, Minas Gerais, Bahia, Mato Grosso e Goiás (rio Araguaia, ilha do Bananal), do Paraná ao Rio Grande do Sul, Argentina e Uruguai.
Seu trabalho resultou em mais de 40 artigos publicados no Brasil e no exterior onde, além de apresentar importantes estudos biogeográficos sobre a avifauna brasileira, Emilie pode descrever cerca de sessenta espécies e subespécies de aves. Os espécimes coletados por ela estão hoje em diversas instituições brasileiras e estrangeiras.
Foi membro da Academia Brasileira de Ciências e da International Society of Woman Geographers. Teve trabalho e pioneirismo reconhecidos por diversos cientistas e até pelo ex-presidente norte-americano Theodore Roosevelt. O ornitólogo Helmut Sick dedicou a Emilie Snethlage o importante livro Ornitologia Brasileira, de 1985.

## Falecimento
Emilie faleceu em Porto Velho, devido à insuficiência cardíaca, em 25 de novembro de 1929, e foi enterrada no cemitério dos Inocentes na capital de Rondônia. Seu sobrinho era o etnólogo Emil Heinrich Snethlage. A ave Tiriba-do-madeira tem seu nome científico Pyrrhura snethlageae em sua homenagem.
Há um busto em sua homenagem no Memorial Rondon, às margens do Rio Madeira, em Porto Velho, instalado a mando do escritor Júlio Olivar, então presidente da Academia Rondoniense de Letras.

## Publicações selecionadas
- Snethlage, E. 1905 - Ueber die Frage vom Muskelansatz und der Herkunft der Muskulatur bei den Arthropoden. Zoologische Jahrbücher. Bd. 21. Abteilung für Anatomie
- Snethlage, E. 1906 - Ueber brasilianische Voegel. Ornithologische Monatsberichte, 14:9.
- Snethlage, E. 1906 - Einige Bemerkungen ueber Ypocnemis vidua Hellm. und Phlogopsis paraensis Hellm. Ornithologische Monatsberichte, 14:9-3l.
- Snethlage, E. 1906 - Ein neuer Zwergspecht. Ornithologische Monatsberichte, 14:59-60.
- Snethlage, E. 1906 - Ueber unteramazonische Voegel. Journal für Ornithologie, 1906:407-4ll, 519-527; 1907:283-299.
- Snethlage, E. 1907 - Neue Vogelarten aus Südamerika. Ornithologische Monatsberichte., 15:160- 164, 193-196.
- Snethlage, E. 1908 - Eine Vogelsammlung vom Purus, Brasilien. Journal für Ornithologie, 1908:7-24.
- Snethlage, E. 1908 - Ornithologisches von Tapajoz und Tocantins. Journal für Ornithologie, 1908:493-539.
- Snethlage, E. 1908 - Sobre uma collecção de aves do Rio Purus. Bol. Museu Goeldi, 5:43-78.
- Snethlage, E. 1908 - Novas espécies de aves amazônicas das collecções do Museu Goeldi. Bol. Museu Goeldi, 5:437-448.
- Snethlage, E. 1908 - Novas espécies de peixes amazônicos das collecções do Museu Goeldi. Bol. Museu Goeldi, 5:449-455.
- Snethlage, E. 1908 - Bibliographia zoologica. Bol. Museu Goeldi, 5:463-47l.
- Snethlage, E. 1909 - Sobre a distribuição da avifauna campestre na Amazônia. Bol. Museu Goeldi, 6:226-235.
- Snethlage, E. 1909 - Berichtigung. Orn. Monatsberichte, 18:192.
- Snethlage, E. 1910 - Zur Ethnographie der Chipaya und Curuahé. Zeitschrift für Ethnologie, : 612-637.
- Snethlage, E. 1910 - Neue Vogelarten aus Amazonien. Ornithologische Monatsberichte, 20:153- 155.
- Snethlage, E. 1912 - A travessia entre o Xingu e o Tapajoz. Bol. Museu Goeldi, 7:49-92.
- Snethlage, E. 1912 - Vocabulario comparativo dos Indios Chipayas e Curuahé. Bol. Museu Goeldi, 12:93-99.
- Snethlage, E. 1913 - A travessia entre o Xingú e o Tapajoz. Pará, Brazil: E. Lohse & Cia.
- Snethlage, E. 1913 - Ueber die Verbreitung der Vogelarten in Unteramazonien. Journal für Ornithologie, 1913: 469-539.
- Snethlage, E. 1914 - Neue Vogelarten aus Amazonien. Ornithologische Monatsberichte, 22:39-44.
- Snethlage, E. 1914 - Catálogo das Aves Amazônicas. Boletim do Museu Paraense Emílio Goeldi de Historia Natural e Etnografia, 8: 1-530.
- Snethlage, E. 1917 - Nature and Man in Eastern Pará, Brazil. The Geographical Review (New York), 4(1): 4l-50.
- Snethlage, E. 1920-1921 - Die Indianerstaemme am mittleren Xingu. Zeitschrift für Ethnologie,   :395-427.
- Snethlage, E. 1923 - Oribatídeos Brasileiros (Uebersetzung der Arbeit, von Dr. Max Sellnick). Archivos Mus. Nacional, 24:283-300.
- Snethlage, E. 1924 - Neue Vogelarten aus Nordbrasilien. Journal für Ornithologie, 446-450.
- Snethlage, E. 1924 - Informações sobre a avifauna do Maranhão, Bol. Mus. Nacional, 1: 219-223.
- Snethlage, E. 1924 - Novas especies de aves do NE do Brasil. Bol. Mus. Nacional,  :407-412.
- Snethlage, E. 1925 - Neue Vogelarten aus Nordbrasilien. Journal für Ornithologie, 73:264-274.
- Snethlage, E. 1925 - Die Flüsse Iriri und Curuá im Gebiete des Xingu. Zeitschrift der Gesellschaft für Erdkunde zu Berlin, : 328-354.
- Snethlage, E. 1925 - Resumo de trabalhos executados na Europa de 1924-1925. Bol. Mus. Nacional, 2 (6): 35-70.
- Snethlage, E. 1926 - Uma nova espécie de Dendrocolaptídeo no interior do Brasil. Bol. Mus. Nacional, 3(3): 59-60.
- Snethlage, E. 1926 - Algumas observações sobre pássaros raros e pouco conhecidos do Brasil, Bol. Mus. Nacional, 3(3): 6l-64.
- Snethlage, E. 1927 - Bemerkungen ueber einige wenig bekannte Formicariiden aus Süd- und Mittelbrasilien. Journal für Ornithologie, :37l-374.
- Snethlage, E. 1927 - Ein neuer Cuculidae aus Südbrasilien. Ornithologische Monatsberichte, 35(3): 80-82.
- Snethlage, E. 1928 - Novas espécies e subespécies de aves do Brasil Central. Bol. Mus. Nac., 4(2): 1-7.